# Ouled Gacem
Ouled Gacem (în arabă أولاد قاسم) este o comună din provincia Oum El-Bouaghi, Algeria.
Populația comunei este de 7.107 locuitori (2008).